# Paul Hupperts
Paul Henri Franciscus Marie Hupperts (Gulpen, 25 januari 1919 – Bosch en Duin, 16 maart 1999) was een Nederlands dirigent.
Hij was zoon van koster Joseph Hubertus Hupperts en Maria Hubertina Paulina Houben. Hij was getrouwd met sopraan Niny Dolhain (21 februari 1922 - 6 augustus 2008). Het echtpaar ligt met dochter Trees begraven op het kerkhof van Onze Lieve Vrouw van Altijddurende Bijstand te Bilthoven.

## Loopbaan
Hij kreeg zijn muziekopleiding aan de Rooms-Katholieke Kerkmuziekschool in Utrecht, waar hij in 1940 het laureaat behaalde. Zijn docenten waren onder meer Hendrik Andriessen en Wouter Paap. Er volgden opleidingen in compositieleer, orkest- en koordirectie, waarbij in 1942 en 1944 voor het Staatsexamen slaagde voor respectievelijk koor- en orkestdirectie. Daarna volgde hij lessen bij Henri Hermans, dan dirigent van het Maastrichts Stedelijk Orkest, Ondertussen stond hij voor de Mastreechter Staar (vanaf 1940 repetitor, vanaf 1945 dirigent) en richtte het Stedelijk Lyceumkoor op.
In 1946 werd hij tweede dirigent bij het Stedelijk Orkest Maastricht, in januari 1947 was hij opvolger van zijn mentor Hermans bij dat orkest. Na twee jaar stapte hij op na een meningsverschil over de koers. Hij werd de opvolger van Willem van Otterloo als dirigent van het Utrechts Symfonie Orkest, dat hij tot 1978 leidde.
Hupperts was bekend vanwege zijn voorliefde voor hedendaagse Nederlandse muziek, die hij niet alleen leidde bij genoemde orkesten, maar ook bij het Radio Kamer Orkest waarvan hij dirigent was vanaf 1973, en orkesten in het buitenland.
Hupperts gaf ook zelf directielessen, onder meer bij de NOS. Lucas Vis is een van zijn leerlingen. Voor zijn werk werd hij in 1976 onderscheiden met de Burgemeester van Grunsvenprijs
- Bibliothèque nationale de France: cb14188608w (data)
- Gemeinsame Normdatei: 134748697
- International Standard Name Identifier: 0000 0001 0979 1476
- Library of Congress Control Number: nr89016861
- MusicBrainz: 6584e7f9-2041-46fc-b5b6-93810738561a
- Nationale Bibliotheek van Tsjechië: xx0173939
- Nationale Bibliotheek van Israël: 987007288539805171
- Virtual International Authority File: 61391017
- WorldCat: E39PBJxxkxJyXmWRqY9dxwrpfq